# Sok An
Sok An, né le 16 avril 1950 dans le district de Kiri Vong, dans la province de Takeo, et mort le 15 mars 2017 à Pékin, est un homme politique cambodgien, membre du Parti du peuple cambodgien (PPC).

## Biographie
Diplômé en géographie, histoire et sociologie, Sok An subit la dure existence dans les camps de travail du régime criminel des khmers rouges entre 1975 et 1979.
En 1980, Sok An est secrétaire personnel du ministre des affaires étrangères, Hun Sen, puis ambassadeur en Inde de 1985 à 1988. Il rejoint le Parti du peuple cambodgien dont il est membre du comité central à partir de 1992. Lors des premières élections législatives démocratiques de 1993, il est élu député à l'Assemblée nationale et réélu à quatre reprises. Du 16 juillet 2004 à sa mort, il est vice-Premier ministre et ministre chargé des affaires du Conseil des ministres.